# Anomodon pseudotristis
Anomodon pseudotristis là một loài Rêu trong họ Thuidiaceae. Loài này được (Müll. Hal.) Kindb. mô tả khoa học đầu tiên năm 1888.